# 시즌 티켓

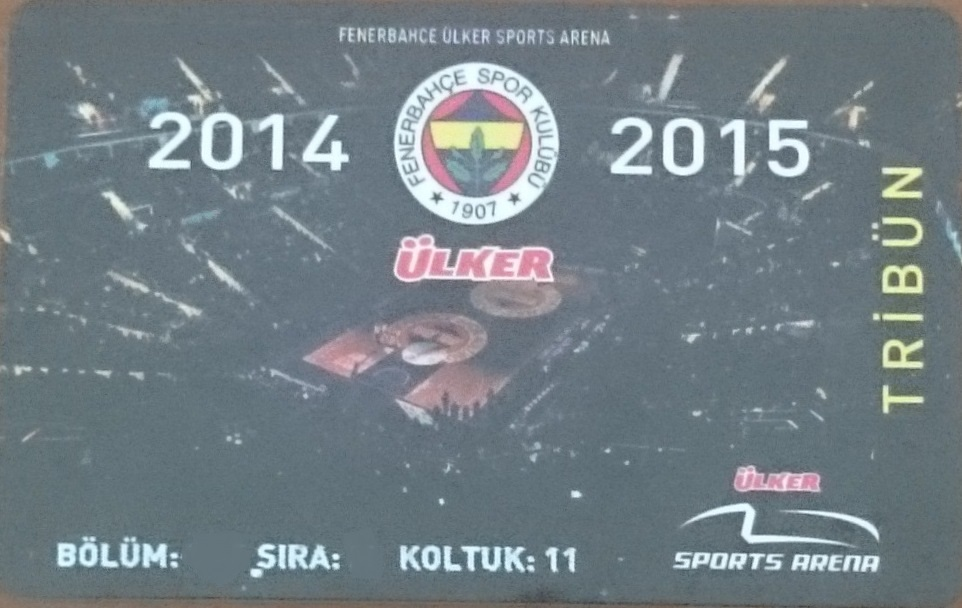
페네르바흐체 (농구) 터키 농구팀의 시즌 티켓

시즌 티켓(season ticket) 또는 시즌 패스(season pass)는 특정된 기간 동안 특권을 부여하는 입장권이다.

## 역사
옥스퍼드 영어사전에는 1820년 미국에서 극장 티켓에 사용된 "시즌 티켓"이라는 용어를 보여주는 인용문이 있다. 영국에서는 1836년에 보트 여행을, 1862년에는 철도운송을 위해 사용했다.

## 스포츠
축구나 미식축구와 같은 스포츠에서는 시즌 티켓을 소지한 사람이 추가 비용 없이 한 시즌 동안 모든 정규 시즌 (스포츠) 홈 경기를 관람할 수 있다. 티켓은 일반적으로 시즌별 홈 경기 티켓을 개별적으로 구매하는 것보다 할인된 가격을 제공한다. 일부 스포츠에서는 시즌 티켓 소지자가 일반적으로 다른 팬보다 먼저 다른 홈 경기(예: 플레이오프) 티켓을 구매할 수 있으며, 원정 경기에서 팀 할당 티켓을 구매할 때 우선순위가 부여될 수 있다. 시즌 티켓에 배정된 좌석은 일반적으로 좌석 섹션에서 더 좋은 좌석이다. 시즌 티켓 소지자는 특별 이벤트나 추가 게임에서 선호 좌석을 제공받는 경우가 많다.
시즌 패스는 일반적으로 겨울 스포츠에 사용되지만 원래 미국 스키 리조트에서는 클럽 회원과 투자자에게 특권이었다. 그러나 2000년에 미국 전역에서 할인 운동이 일어나 가격 전쟁이 촉발되었고 시즌 패스의 사용이 널리 퍼졌다.

## 예술
시즌 티켓은 많은 음악 공연장(오페라, 발레, 심포니 하우스 포함)과 레퍼토리 극단의 옵션이기도 하다. 시즌 구독은 일반적으로 각 콘서트나 시리즈의 연극 또는 시즌의 모든 콘서트나 연극의 티켓을 구매하는 것보다 할인된 가격을 제공한다.

## 같이 보기
- 배틀 패스